# ГЕС Уміам-Умтру IV
ГЕС Уміам-Умтру IV — гідроелектростанція на сході Індії у штаті Меґхалая. Знаходчись між ГЕС Уміам-Умтру ІІІ (вище за течією) та ГЕС Нью-Умтру, входить до складу каскаду у сточищі річки Умтру (в пониззі має назву Дігару), яка впадає ліворуч у річку Копілі всього за 2,5 км від впадіння останньої так само ліворуч до Брахмапутри. Можливо відзначити, що ресурс для роботи найвищої станції каскаду – ГЕС Уміам І – надходить шляхом деривації зі ще однієї лівої притоки Копілі річки Уміам. 
В межах проєкту річку перекрили водовідвідною греблею, яка спрямовує ресурс у прокладений в правобережному гірському масиві дериваційний тунель довжиною 7 км. На завершальному етапі він переходить у два водоводи довжиною по 0,4 км з діаметром 2,6 метра, які живлять наземний машинний зал. 
Основне обладнання станції становлять дві турбіни типу Френсіс потужністю по 30 МВт.
Відпрацьована вода потрапляє назад в Умтру.